# Recept
En recept (fra latin receptum, "det modtagne")[kilde mangler] er en ordination fra en læge, tandlæge eller dyrlæge om udlevering af lægemidler fra et apotek eller sygehusapotek.

## Læger
Læger – herunder speciallæger – må ordinere alle slags lægemidler på recept til brug for bestemte personer (patienter), til brug i lægepraksis eller på sygehus samt til eget personligt brug (latin: ad usum proprium).

## Tandlæger
Tandlæger må ordinere lægemidler på recept til brug for bestemte personer (patienter), til brug i tandlægepraksis samt til eget personligt brug. Tandlægevirksomhed omfatter dog (ifølge autorisationslovens § 49) kun forebyggelse af instrumentel og medikamentel art, diagnostik og behandling af anomalier, læsioner og sygdomme i tænder, mund og kæber. Som følge heraf må tandlæger udelukkende ordinere lægemidler, der skal bruges som led i behandling af tand- eller mundhulelidelser – hvilket typisk omfatter smertestillende medicin samt antibiotika som f.eks. penicillin. Det er således forbudt for tandlæger at ordinere enhver form for andre lægemidler (hvad enten det er til eget brug eller til andre personer), som f.eks. blodtryksmedicin, astmamedicin, p-piller, gigtmedicin, impotensmedicin, influenzavacciner, epilepsimedicin, insulin til sukkersyge osv. osv. – hvilket gennem årene er blevet indskærpet flere gange fra Sundhedsstyrelsens side (f.eks. i 1984, og senest i 2011). Overtrædelse af disse lovbestemmelser er strafbart og medfører – foruden retsforfølgelse – endvidere fratagelse af autorisation udstedt af Sundhedsstyrelsen.

## Dyrlæger
Dyrlæger må ordinere lægemidler på recept til brug for dyr samt til brug i dyrlægepraksis. Dyrlæger må ordinere alle slags veterinære lægemidler. Dog må dyrlægen også ordinere et almindeligt lægemiddel, hvis der ikke findes et tilsvarende veterinært lægemiddel på markedet.

## Recepters udformning og indrapportering
Læger og tandlæger kan vælge enten at give patienten en skreven recept i hånden, at indtelefonere recepten til apoteket eller at sende recepten direkte til apoteket elektronisk (via Receptserveren) eller med telefax.
Dyrlæger kan ligeledes vælge enten at give klienten en skreven recept i hånden, at indtelefonere recepten til apoteket eller at sende recepten direkte til apoteket med telefax – men ikke elektronisk.
Oftest indleder lægen, tandlægen eller dyrlægen recepten med et dobbeltkors (#), der tolkes som in nomine Dei ("i Guds navn"). Derefter følger Rp. ("recipe", i betydningen "tag") fulgt af lægemidlets navn, lægemiddelform, dosering, indikation og udleveringsbestemmelse. Ds. står for detur signatur (udlever brugsanvisning) og indikerer den anvisning, receptudskriveren ønsker, at recepttageren får ved lægemiddeludleveringen. I Danmark sker dette i praksis ved et print af et klistermærke med brugsanvisningen, som sættes på lægemidlet. 

## Eksterne kilder og henvisninger
- Bekendtgørelse om recepter og dosisdispensering af lægemidler. Lægemiddelstyrelsen, den 24. juni 2024.